# Jean-Denis-Antoine Caucannier

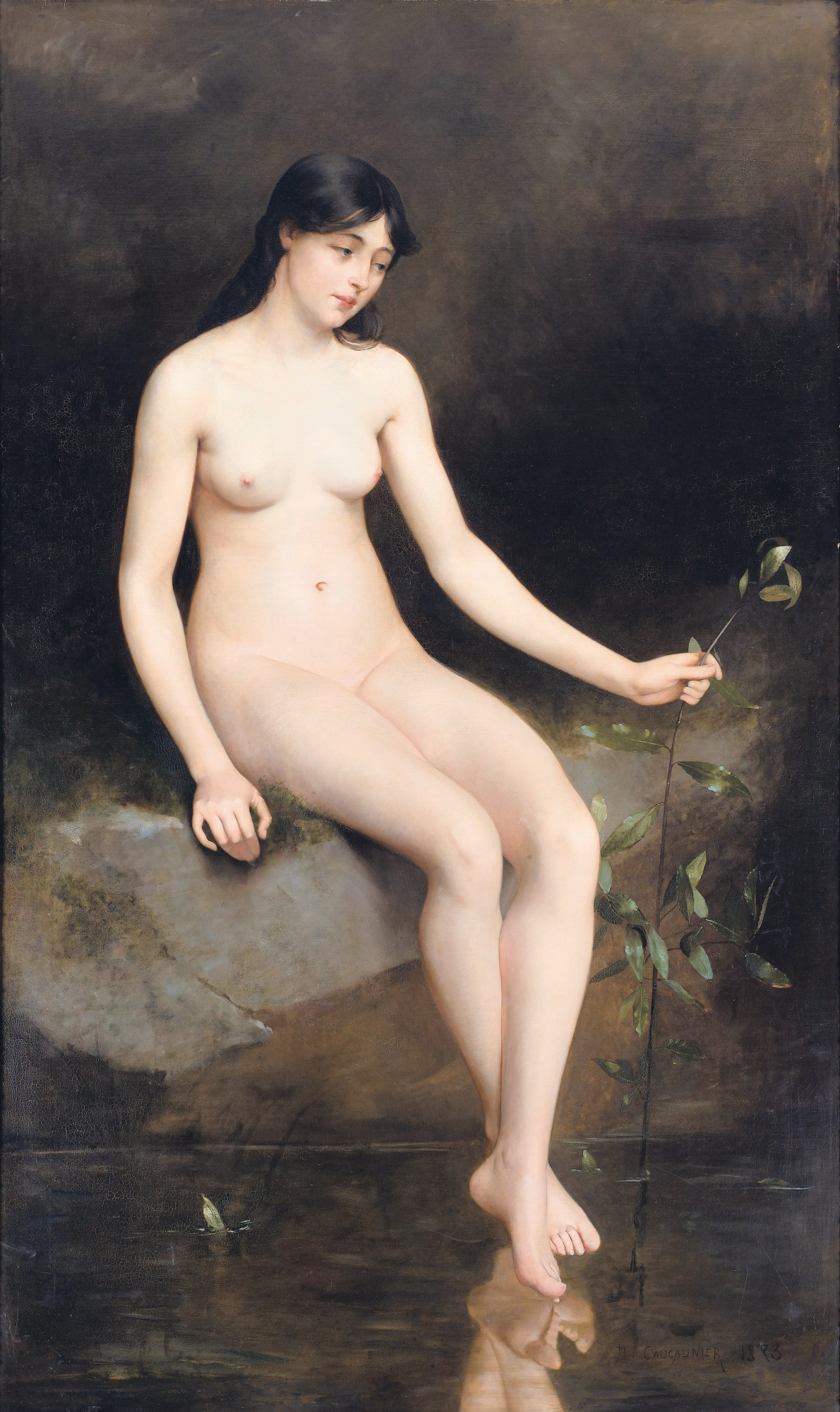
Galatea sulle rive del fiume Aci, 1883

Jean-Denis-Antoine Caucannier, a volte citato come Denis Caucannier (Parigi, 1860 – Parigi, 1905), è stato un pittore francese.

## Biografia
Caucannier nacque a Parigi nel 1860 circa. Studiò presso Isidore Pils, Jules Frédéric Ballavoine e Jules Lefebvre.
Dipinse dei ritratti e dei dipinti di genere a olio: un esempio di quest'ultimo genere è la Giovane sul perone, sotto il glicine (Jeune femme sur le péron, sous les glycines), che oggi è in una collezione privata. Egli espose vari dipinti di genere al Salone parigino tra il 1880 e il 1905, tra cui: un'Eva e la mela (Eve et la pomme), La moglie di Putifarre (La Femme de Potiphar), La formica (La Fourmi) e Il ragno (L'Araignée). Nel 1883 divenne un membro della società degli artisti francesi. Secondo il Dizionario di artisti Benezit (Benezit Dictionary of Artists), "la sua opera è a volte un po' stucchevole, ma dimostra comunque un'abilità nel catturare gli effetti della luce". 
Del resto della sua vita si sa pochissimo. Morì a Parigi tra il 1905 e il 1906.

## Opere
- Galatea sulle rive del fiume Aci, 1883[5]
- Eva e la mela, 1884

### Opere non datate
- Natura morta con zucca, data sconosciutaAutunno
- Comunione

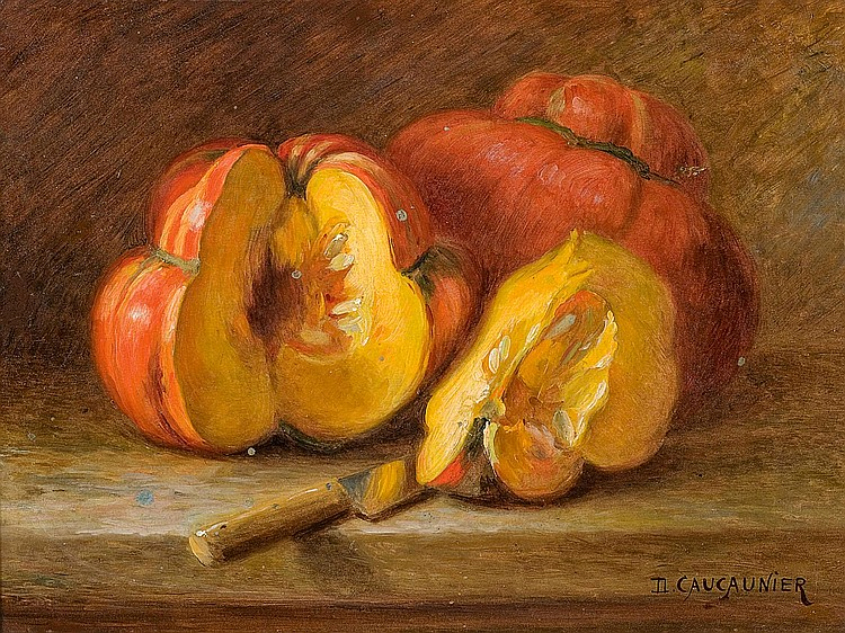
Natura morta con zucca, data sconosciuta

- Donne eleganti sulla terrazza del parco di Saint-Cloud
- Giovane sul perone, sotto il glicine[2]
- Natura morta con mele[6]
- Natura morta con zucca[6]
- Ritratto d'uomo